# آنری آبرائام

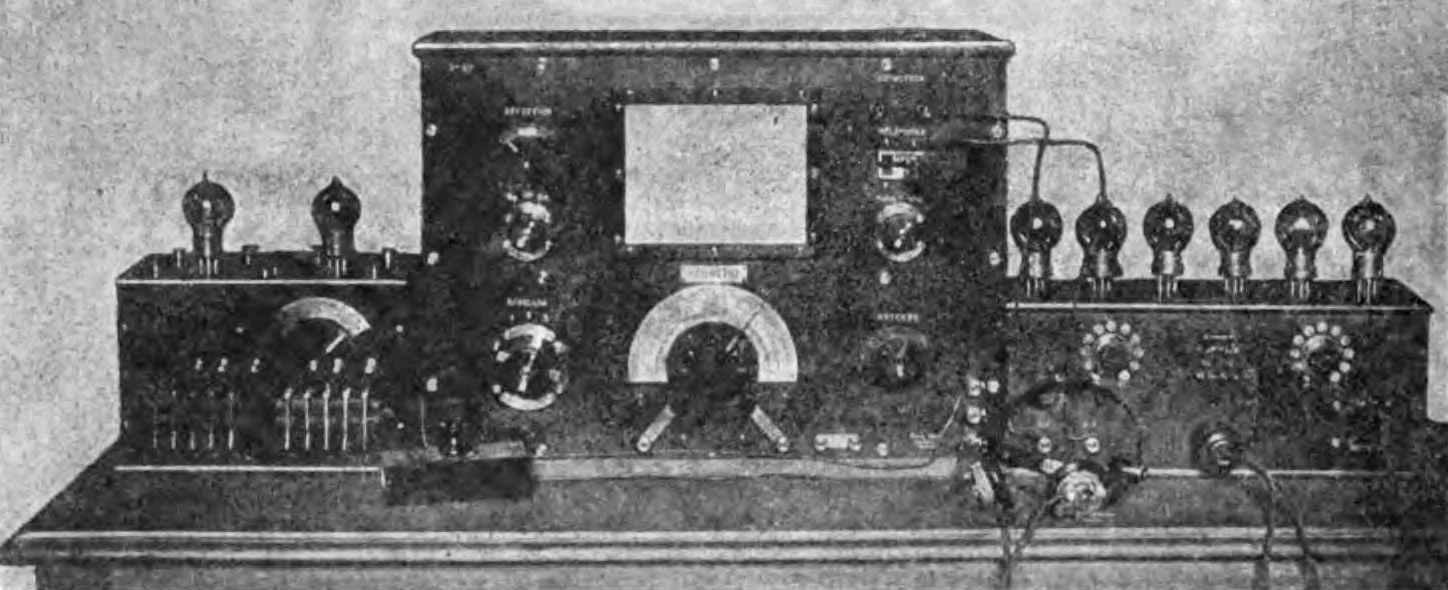

 آنری آبراهام (انگلیسی: Henri Abraham؛ زاده ۱ ژانویه ۱۸۶۸ – درگذشته ۱۹۴۳) یک فیزیک‌دان اهل فرانسه بود.